# Interlands Litouws voetbalelftal 2020-2029
Deze pagina toont een chronologisch en gedetailleerd overzicht van de interlands die het Litouws voetbalelftal speelt en heeft gespeeld in de periode 2020 – 2029.

## Interlands

### 2020
|                                                                                     |          |                                              |            |                                                                           |
| 4 september UEFA Nations League Groep C4 № 349 «onderlinge duels» 19:00 uur (UTC+3) | Litouwen | 0 – 2                                        | Kazachstan | LFF-stadion, Vilnius Toeschouwers: 0 Scheidsrechter: Rade Obrenovič (SVN) |
| 4 september UEFA Nations League Groep C4 № 349 «onderlinge duels» 19:00 uur (UTC+3) |          | 12' Baktijar Zainoetdinov 86' Islambek Koeat |            | LFF-stadion, Vilnius Toeschouwers: 0 Scheidsrechter: Rade Obrenovič (SVN) |

|                                                                                     |         |                        |          |                                                                                |
| 7 september UEFA Nations League Groep C4 № 350 «onderlinge duels» 20:45 uur (UTC+2) | Albanië | 0 – 1                  | Litouwen | Air Albaniastadion, Tirana Toeschouwers: 0 Scheidsrechter: Sergiej Bojko (UKR) |
| 7 september UEFA Nations League Groep C4 № 350 «onderlinge duels» 20:45 uur (UTC+2) |         | 51' Donatas Kazlauskas |          | Air Albaniastadion, Tirana Toeschouwers: 0 Scheidsrechter: Sergiej Bojko (UKR) |

|                                                                        |                 |       |                                                                 |                                                                                |
| 7 oktober Vriendschappelijk № 351 «onderlinge duels» 19:00 uur (UTC+3) | Estland         | 1 – 3 | Litouwen                                                        | A. Le Coq Arena, Tallinn Toeschouwers: 718 Scheidsrechter: Antti Munukka (FIN) |
| 7 oktober Vriendschappelijk № 351 «onderlinge duels» 19:00 uur (UTC+3) | Pavel Marin 58' |       | 14' Arvydas Novikovas 32' Gratas Sirgedas 46' Arvydas Novikovas | A. Le Coq Arena, Tallinn Toeschouwers: 718 Scheidsrechter: Antti Munukka (FIN) |

|                                                                                    |                                            |       |                                                |                                                                                |
| 11 oktober UEFA Nations League Groep C4 № 352 «onderlinge duels» 19:00 uur (UTC+3) | Litouwen                                   | 2 – 2 | Wit-Rusland                                    | LFF-stadion, Vilnius Toeschouwers: 963 Scheidsrechter: Julian Weinberger (AUT) |
| 11 oktober UEFA Nations League Groep C4 № 352 «onderlinge duels» 19:00 uur (UTC+3) | Arvydas Novikovas 7' Karolis Laukžemis 75' |       | 59' Vital Lisakovitsj 66' Aljaksandr Satsjywka | LFF-stadion, Vilnius Toeschouwers: 963 Scheidsrechter: Julian Weinberger (AUT) |

|                                                                                    |          |       |         |                                                                         |
| 14 oktober UEFA Nations League Groep C4 № 353 «onderlinge duels» 19:00 uur (UTC+3) | Litouwen | 0 – 0 | Albanië | LFF-stadion, Vilnius Toeschouwers: 696 Scheidsrechter: Karim Abed (FRA) |
| 14 oktober UEFA Nations League Groep C4 № 353 «onderlinge duels» 19:00 uur (UTC+3) |          |       |         | LFF-stadion, Vilnius Toeschouwers: 696 Scheidsrechter: Karim Abed (FRA) |

|                                                                          |                                           |       |                        |                                                                                  |
| 11 november Vriendschappelijk № 354 «onderlinge duels» 19:00 uur (UTC+2) | Litouwen                                  | 2 – 1 | Faeröer                | LFF-stadion, Vilnius Toeschouwers: 0 Scheidsrechter: Aleksandrs Anufrijevs (LVA) |
| 11 november Vriendschappelijk № 354 «onderlinge duels» 19:00 uur (UTC+2) | Gratas Sirgedas 42' Gratas Sirgedas 45+1' |       | 90+2' Gunnar Vatnhamar | LFF-stadion, Vilnius Toeschouwers: 0 Scheidsrechter: Aleksandrs Anufrijevs (LVA) |

|                                                                                     |                                   |       |          |                                                                               |
| 15 november UEFA Nations League Groep C4 № 355 «onderlinge duels» 20:00 uur (UTC+3) | Wit-Rusland                       | 2 – 0 | Litouwen | Dinamostadion, Minsk Toeschouwers: 1.985 Scheidsrechter: Chris Kavanagh (ENG) |
| 15 november UEFA Nations League Groep C4 № 355 «onderlinge duels» 20:00 uur (UTC+3) | Jevhen Jablonski 5' Max Ebong 20' |       |          | Dinamostadion, Minsk Toeschouwers: 1.985 Scheidsrechter: Chris Kavanagh (ENG) |

|                                                                                     |                   |       |                                                 |                                                                             |
| 18 november UEFA Nations League Groep C4 № 356 «onderlinge duels» 20:00 uur (UTC+6) | Kazachstan        | 1 – 2 | Litouwen                                        | Centraalstadion, Almaty Toeschouwers: 0 Scheidsrechter: Hüseyin Göçek (TUR) |
| 18 november UEFA Nations League Groep C4 № 356 «onderlinge duels» 20:00 uur (UTC+6) | Abat Ajmbetov 38' |       | 40' Modestas Vorobjovas 90+4' Arvydas Novikovas | Centraalstadion, Almaty Toeschouwers: 0 Scheidsrechter: Hüseyin Göçek (TUR) |

### 2021
|                                                                       |                                                                     |       |          |                                                                                 |
| 24 maart Vriendschappelijk № 357 «onderlinge duels» 20:45 uur (UTC+1) | Kosovo                                                              | 4 – 0 | Litouwen | Fadil Vokrristadion, Pristina Toeschouwers: 0 Scheidsrechter: Enea Jorgji (ALB) |
| 24 maart Vriendschappelijk № 357 «onderlinge duels» 20:45 uur (UTC+1) | Arbër Zeneli 27' Vedat Muriqi 63' Arbër Zeneli 71' Besar Halimi 79' |       |          | Fadil Vokrristadion, Pristina Toeschouwers: 0 Scheidsrechter: Enea Jorgji (ALB) |

|                                                                             |                    |       |          |                                                                                  |
| 28 maart WK-kwalificatie Groep C № 358 «onderlinge duels» 20:45 uur (UTC+2) | Zwitserland        | 1 – 0 | Litouwen | Kybunpark, Sankt Gallen Toeschouwers: 0 Scheidsrechter: Mattias Gestranius (FIN) |
| 28 maart WK-kwalificatie Groep C № 358 «onderlinge duels» 20:45 uur (UTC+2) | Xherdan Shaqiri 2' |       |          | Kybunpark, Sankt Gallen Toeschouwers: 0 Scheidsrechter: Mattias Gestranius (FIN) |

|                                                                             |          |                                              |        |                                                                             |
| 31 maart WK-kwalificatie Groep C № 359 «onderlinge duels» 21:45 uur (UTC+3) | Litouwen | 0 – 2                                        | Italië | LFF-stadion, Vilnius Toeschouwers: 0 Scheidsrechter: Paweł Raczkowski (POL) |
| 31 maart WK-kwalificatie Groep C № 359 «onderlinge duels» 21:45 uur (UTC+3) |          | 48' Stefano Sensi 90+4' (pen.) Ciro Immobile |        | LFF-stadion, Vilnius Toeschouwers: 0 Scheidsrechter: Paweł Raczkowski (POL) |

|                                                                   |          |                 |         |                                                                                  |
| 1 juni Baltische Beker № 360 «onderlinge duels» 19:00 uur (UTC+3) | Litouwen | 0 – 1           | Estland | LFF-stadion, Vilnius Toeschouwers: 0 Scheidsrechter: Aleksandrs Anufrijevs (LVA) |
| 1 juni Baltische Beker № 360 «onderlinge duels» 19:00 uur (UTC+3) |          | 65' Henri Anier |         | LFF-stadion, Vilnius Toeschouwers: 0 Scheidsrechter: Aleksandrs Anufrijevs (LVA) |

|                                                                   |                                                                 |       |                        |                                                                          |
| 4 juni Baltische Beker № 361 «onderlinge duels» 19:00 uur (UTC+3) | Letland                                                         | 3 – 1 | Litouwen               | Daugavastadion, Riga Toeschouwers: 0 Scheidsrechter: Juri Frischer (EST) |
| 4 juni Baltische Beker № 361 «onderlinge duels» 19:00 uur (UTC+3) | Markas Beneta 37' (e.d.) Eduards Emsis 69' Roberts Uldriķis 85' |       | 67' Paulius Golubickas | Daugavastadion, Riga Toeschouwers: 0 Scheidsrechter: Juri Frischer (EST) |

|                                                                     |                                                                   |       |          |                                                                                              |
| 8 juni Vriendschappelijk № 362 «onderlinge duels» 20:45 uur (UTC+2) | Spanje                                                            | 4 – 0 | Litouwen | Estadio Municipal de Butarque, Leganés Toeschouwers: 903 Scheidsrechter: Willy Delajod (FRA) |
| 8 juni Vriendschappelijk № 362 «onderlinge duels» 20:45 uur (UTC+2) | Hugo Guillamón 3' Brahim Díaz 24' Juan Miranda 54' Javi Puado 73' |       |          | Estadio Municipal de Butarque, Leganés Toeschouwers: 903 Scheidsrechter: Willy Delajod (FRA) |

|                                                                                |                        |       |                                                                                            | |
| 2 september WK-kwalificatie Groep C № 363 «onderlinge duels» 21:45 uur (UTC+3) | Litouwen               | 1 – 4 | Noord-Ierland                                                                              | LFF-stadion, Vilnius Toeschouwers: 1.612 Scheidsrechter: Stéphanie Frappart (FRA) Video-assistent: François Letexier (FRA) |
| 2 september WK-kwalificatie Groep C № 363 «onderlinge duels» 21:45 uur (UTC+3) | Rolandas Baravykas 55' |       | 20' Daniel Ballard 52' (pen.) Conor Washington 67' Shayne Lavery 82' (pen.) Patrick McNair | LFF-stadion, Vilnius Toeschouwers: 1.612 Scheidsrechter: Stéphanie Frappart (FRA) Video-assistent: François Letexier (FRA) |

|                                                                                |                      |       |          | |
| 5 september WK-kwalificatie Groep C № 364 «onderlinge duels» 19:00 uur (UTC+3) | Bulgarije            | 1 – 0 | Litouwen | Vasil Levski Nationaal Stadion, Sofia Toeschouwers: 2.503 Scheidsrechter: John Beaton (SCO) Video-assistent: Peter Bankes (ENG) |
| 5 september WK-kwalificatie Groep C № 364 «onderlinge duels» 19:00 uur (UTC+3) | Ivajlo Tsjotsjev 82' |       |          | Vasil Levski Nationaal Stadion, Sofia Toeschouwers: 2.503 Scheidsrechter: John Beaton (SCO) Video-assistent: Peter Bankes (ENG) |

|                                                                                | |       |          | |
| 8 september WK-kwalificatie Groep C № 365 «onderlinge duels» 20:45 uur (UTC+2) | Italië                                                                                               | 5 – 0 | Litouwen | Mapei Stadium - Città del Tricolore, Reggio Emilia Toeschouwers: 10.578 Scheidsrechter: Craig Pawson (ENG) Video-assistent: David Coote (ENG) |
| 8 september WK-kwalificatie Groep C № 365 «onderlinge duels» 20:45 uur (UTC+2) | Moise Kean 11' Edgaras Utkus 14' (e.d.) Giacomo Raspadori 24' Moise Kean 29' Giovanni Di Lorenzo 54' |       |          | Mapei Stadium - Città del Tricolore, Reggio Emilia Toeschouwers: 10.578 Scheidsrechter: Craig Pawson (ENG) Video-assistent: David Coote (ENG) |

|                                                                              |                                                           |       |                    | |
| 9 oktober WK-kwalificatie Groep C № 366 «onderlinge duels» 16:00 uur (UTC+3) | Litouwen                                                  | 3 – 1 | Bulgarije          | LFF-stadion, Vilnius Toeschouwers: 2.526 Scheidsrechter: Jevhen Aranovsky (UKR) Video-assistent: Mykola Balakin (UKR) |
| 9 oktober WK-kwalificatie Groep C № 366 «onderlinge duels» 16:00 uur (UTC+3) | Justas Lasickas 18' Fiodor Černych 82' Fiodor Černych 84' |       | 64' Kiril Despodov | LFF-stadion, Vilnius Toeschouwers: 2.526 Scheidsrechter: Jevhen Aranovsky (UKR) Video-assistent: Mykola Balakin (UKR) |

|                                                                               |          |                                                                             |             | |
| 12 oktober WK-kwalificatie Groep C № 367 «onderlinge duels» 21:45 uur (UTC+3) | Litouwen | 0 – 4                                                                       | Zwitserland | LFF-stadion, Vilnius Toeschouwers: 1.806 Scheidsrechter: Tiago Martins (POR) Video-assistent: Luís Godinho (POR) |
| 12 oktober WK-kwalificatie Groep C № 367 «onderlinge duels» 21:45 uur (UTC+3) |          | 31' Breel Embolo 42' Renato Steffen 45' Breel Embolo 90+4' Mario Gavranović |             | LFF-stadion, Vilnius Toeschouwers: 1.806 Scheidsrechter: Tiago Martins (POR) Video-assistent: Luís Godinho (POR) |

|                                                                              |                         |       |          | |
| 12 november WK-kwalificatie Groep C № 368 «onderlinge duels» 19:45 uur (UTC) | Noord-Ierland           | 1 – 0 | Litouwen | Windsor Park, Belfast Toeschouwers: 14.336 Scheidsrechter: István Vad (HUN) Video-assistent: Tamás Bognár (HUN) |
| 12 november WK-kwalificatie Groep C № 368 «onderlinge duels» 19:45 uur (UTC) | Benas Šatkus 18' (e.d.) |       |          | Windsor Park, Belfast Toeschouwers: 14.336 Scheidsrechter: István Vad (HUN) Video-assistent: Tamás Bognár (HUN) |

|                                                                          |                     |       |                     |                                                                                     |
| 15 november Vriendschappelijk № 369 «onderlinge duels» 19:00 uur (UTC+2) | Litouwen            | 1 – 1 | Koeweit             | LFF-stadion, Vilnius Toeschouwers: onb. Scheidsrechter: Aleksandrs Anufrijevs (LVA) |
| 15 november Vriendschappelijk № 369 «onderlinge duels» 19:00 uur (UTC+2) | Justas Lasickas 54' |       | 43' Fawaz Al-Otaibi | LFF-stadion, Vilnius Toeschouwers: onb. Scheidsrechter: Aleksandrs Anufrijevs (LVA) |

### 2022
|                                                                       |                    |       |                                                 |                                                                                   |
| 25 maart Vriendschappelijk № 370 «onderlinge duels» 20:45 uur (UTC+1) | San Marino         | 1 – 2 | Litouwen                                        | Stadio Olimpico, Serravalle Toeschouwers: 580 Scheidsrechter: Deniz Aytekin (GER) |
| 25 maart Vriendschappelijk № 370 «onderlinge duels» 20:45 uur (UTC+1) | Filippo Fabbri 62' |       | 13' Augustinas Klimavičius 27' Linas Mėgelaitis | Stadio Olimpico, Serravalle Toeschouwers: 580 Scheidsrechter: Deniz Aytekin (GER) |

|                                                                       |                    |       |          |                                                                                    |
| 29 maart Vriendschappelijk № 371 «onderlinge duels» 19:45 uur (UTC+1) | Ierland            | 1 – 0 | Litouwen | Avivastadion, Dublin Toeschouwers: 30.686 Scheidsrechter: Bram Van Driessche (BEL) |
| 29 maart Vriendschappelijk № 371 «onderlinge duels» 19:45 uur (UTC+1) | Troy Parrott 90+7' |       |          | Avivastadion, Dublin Toeschouwers: 30.686 Scheidsrechter: Bram Van Driessche (BEL) |

|                                                                                |          |                                   |           | |
| 4 juni UEFA Nations League Groep C1 № 372 «onderlinge duels» 19:00 uur (UTC+3) | Litouwen | 0 – 2                             | Luxemburg | LFF-stadion, Vilnius Toeschouwers: 3.009 Scheidsrechter: David Fuxman (ISR) Video-assistent: Roi Reinshreiber (ISR) |
| 4 juni UEFA Nations League Groep C1 № 372 «onderlinge duels» 19:00 uur (UTC+3) |          | 44' Danel Sinani 78' Danel Sinani |           | LFF-stadion, Vilnius Toeschouwers: 3.009 Scheidsrechter: David Fuxman (ISR) Video-assistent: Roi Reinshreiber (ISR) |

|                                                                                |          | |         | |
| 7 juni UEFA Nations League Groep C1 № 373 «onderlinge duels» 21:45 uur (UTC+3) | Litouwen | 0 – 6 | Turkije | LFF-stadion, Vilnius Toeschouwers: 2.843 Scheidsrechter: Novak Simović (SRB) Video-assistent: Fran Jović (CRO) |
| 7 juni UEFA Nations League Groep C1 № 373 «onderlinge duels» 21:45 uur (UTC+3) |          | 2' Doğukan Sinik 14' Doğukan Sinik 56' (pen.) Serdar Dursun 81' Serdar Dursun 89' Yunus Akgün 90+1' Halil Dervişoğlu |         | LFF-stadion, Vilnius Toeschouwers: 2.843 Scheidsrechter: Novak Simović (SRB) Video-assistent: Fran Jović (CRO) |

|                                                                                 |                                                   |       |                   | |
| 11 juni UEFA Nations League Groep C1 № 374 «onderlinge duels» 17:00 uur (UTC+1) | Faeröer                                           | 2 – 1 | Litouwen          | Tórsvøllur, Tórshavn Toeschouwers: 2.278 Scheidsrechter: Igor Pajač (CRO) Video-assistent: Dario Bel (CRO) |
| 11 juni UEFA Nations League Groep C1 № 374 «onderlinge duels» 17:00 uur (UTC+1) | Viljormur Davidsen 20' (pen.) Jákup Andreasen 45' |       | 6' Fiodor Černych | Tórsvøllur, Tórshavn Toeschouwers: 2.278 Scheidsrechter: Igor Pajač (CRO) Video-assistent: Dario Bel (CRO) |

|                                                                                 |                                            |       |          | |
| 14 juni UEFA Nations League Groep C1 № 375 «onderlinge duels» 21:45 uur (UTC+3) | Turkije                                    | 2 – 0 | Litouwen | Gürsel Akselstadion, İzmir Toeschouwers: 14.694 Scheidsrechter: Stéphanie Frappart (FRA) Video-assistent: Benoît Millot (FRA) |
| 14 juni UEFA Nations League Groep C1 № 375 «onderlinge duels» 21:45 uur (UTC+3) | Kaan Ayhan 37' Hakan Çalhanoğlu 54' (pen.) |       |          | Gürsel Akselstadion, İzmir Toeschouwers: 14.694 Scheidsrechter: Stéphanie Frappart (FRA) Video-assistent: Benoît Millot (FRA) |

|                                                                                      |                     |       |                     | |
| 22 september UEFA Nations League Groep C1 № 376 «onderlinge duels» 21:45 uur (UTC+3) | Litouwen            | 1 – 1 | Faeröer             | LFF-stadion, Vilnius Toeschouwers: 2.376 Scheidsrechter: Vilhjálmur Alvar Þórarinsson (ISL) Video-assistent: Pascal Müller (GER) |
| 22 september UEFA Nations League Groep C1 № 376 «onderlinge duels» 21:45 uur (UTC+3) | Vykintas Slivka 41' |       | 22' Jákup Andreasen | LFF-stadion, Vilnius Toeschouwers: 2.376 Scheidsrechter: Vilhjálmur Alvar Þórarinsson (ISL) Video-assistent: Pascal Müller (GER) |

|                                                                                      |                      |       |          | |
| 25 september UEFA Nations League Groep C1 № 377 «onderlinge duels» 20:45 uur (UTC+2) | Luxemburg            | 1 – 0 | Litouwen | Stade de Luxembourg, Luxemburg Toeschouwers: 5.340 Scheidsrechter: Giorgi Kroeasjvili (GEO) Video-assistent: Tomasz Kwiatkowski (POL) |
| 25 september UEFA Nations League Groep C1 № 377 «onderlinge duels» 20:45 uur (UTC+2) | Gerson Rodrigues 89' |       |          | Stade de Luxembourg, Luxemburg Toeschouwers: 5.340 Scheidsrechter: Giorgi Kroeasjvili (GEO) Video-assistent: Tomasz Kwiatkowski (POL) |

|                                                                                     | |       | | |
| 16 november Baltische Beker Halve finale № 378 «onderlinge duels» 19:00 uur (UTC+2) | Litouwen | 0 – 0 | IJsland | S. Dariaus- en S. Girėnostadion, Kaunas Toeschouwers: 5.934 Scheidsrechter: Andris Treimanis (LVA) |
| 16 november Baltische Beker Halve finale № 378 «onderlinge duels» 19:00 uur (UTC+2) | |       | | S. Dariaus- en S. Girėnostadion, Kaunas Toeschouwers: 5.934 Scheidsrechter: Andris Treimanis (LVA) |
| 16 november Baltische Beker Halve finale № 378 «onderlinge duels» 19:00 uur (UTC+2) | Strafschoppen                                                                                                 |       | | S. Dariaus- en S. Girėnostadion, Kaunas Toeschouwers: 5.934 Scheidsrechter: Andris Treimanis (LVA) |
| 16 november Baltische Beker Halve finale № 378 «onderlinge duels» 19:00 uur (UTC+2) | Edvinas Girdvainis Gvidas Gineitis Arvydas Novikovas Paulius Golubickas Rolandas Baravykas Natanas Žebrauskas | 5 – 6 | Andri Guðjohnsen Stefán Þórðarson Arnór Sigurðsson Mikael Anderson Sverrir Ingi Ingason Aron Elís Þrándarson | S. Dariaus- en S. Girėnostadion, Kaunas Toeschouwers: 5.934 Scheidsrechter: Andris Treimanis (LVA) |

|                                                                                     |                                      |       |          |                                                                                           |
| 19 november Baltische Beker Troostfinale № 379 «onderlinge duels» 16:00 uur (UTC+2) | Estland                              | 2 – 0 | Litouwen | A. Le Coq Arena, Tallinn Toeschouwers: 1.563 Scheidsrechter: Vitālijs Spasjoņņikovs (LVA) |
| 19 november Baltische Beker Troostfinale № 379 «onderlinge duels» 16:00 uur (UTC+2) | Sergei Zenjov 65' Rasmus Peetson 89' |       |          | A. Le Coq Arena, Tallinn Toeschouwers: 1.563 Scheidsrechter: Vitālijs Spasjoņņikovs (LVA) |

### 2023
|                                                                             |                                    |       |          | |
| 24 maart EK-kwalificatie Groep G № 380 «onderlinge duels» 20:45 uur (UTC+1) | Servië                             | 2 – 0 | Litouwen | Rode Sterstadion, Belgrado Toeschouwers: 21.125 Scheidsrechter: Lawrence Visser (BEL) Video-assistent: Nathan Verboomen (BEL) |
| 24 maart EK-kwalificatie Groep G № 380 «onderlinge duels» 20:45 uur (UTC+1) | Dušan Tadić 16' Dušan Vlahović 53' |       |          | Rode Sterstadion, Belgrado Toeschouwers: 21.125 Scheidsrechter: Lawrence Visser (BEL) Video-assistent: Nathan Verboomen (BEL) |

|                                                                       |             |       |          |                                                                                      |
| 27 maart Vriendschappelijk № 381 «onderlinge duels» 19:00 uur (UTC+3) | Griekenland | 0 – 0 | Litouwen | Agia Sofiastadion, Athene Toeschouwers: 11.950 Scheidsrechter: Jonathan Lardot (BEL) |
| 27 maart Vriendschappelijk № 381 «onderlinge duels» 19:00 uur (UTC+3) |             |       |          | Agia Sofiastadion, Athene Toeschouwers: 11.950 Scheidsrechter: Jonathan Lardot (BEL) |

|                                                                            |                        |       |                  | |
| 17 juni EK-kwalificatie Groep G № 382 «onderlinge duels» 16:00 uur (UTC+3) | Litouwen               | 1 – 1 | Bulgarije        | S. Dariaus- en S. Girėnostadion, Kaunas Toeschouwers: 14.230 Scheidsrechter: Jakob Alexander Sundberg (DEN) Video-assistent: Jochem Kamphuis (NED) |
| 17 juni EK-kwalificatie Groep G № 382 «onderlinge duels» 16:00 uur (UTC+3) | Edvinas Girdvainis 15' |       | 27' Aleks Petkov | S. Dariaus- en S. Girėnostadion, Kaunas Toeschouwers: 14.230 Scheidsrechter: Jakob Alexander Sundberg (DEN) Video-assistent: Jochem Kamphuis (NED) |

|                                                                            |                                      |       |          | |
| 20 juni EK-kwalificatie Groep G № 383 «onderlinge duels» 20:45 uur (UTC+2) | Hongarije                            | 2 – 0 | Litouwen | Puskás Aréna, Boedapest Toeschouwers: 58.274 Scheidsrechter: António Nobre (POR) Video-assistent: Tiago Martins (POR) |
| 20 juni EK-kwalificatie Groep G № 383 «onderlinge duels» 20:45 uur (UTC+2) | Barnabás Varga 32' Roland Sallai 83' |       |          | Puskás Aréna, Boedapest Toeschouwers: 58.274 Scheidsrechter: António Nobre (POR) Video-assistent: Tiago Martins (POR) |

|                                                                                |                                           |       |                                      | |
| 7 september EK-kwalificatie Groep G № 384 «onderlinge duels» 19:00 uur (UTC+3) | Litouwen                                  | 2 – 2 | Montenegro                           | S. Dariaus- en S. Girėnostadion, Kaunas Toeschouwers: 11.328 Scheidsrechter: Mohammed Al-Hakim (SWE) Video-assistent: Dennis Higler (NED) |
| 7 september EK-kwalificatie Groep G № 384 «onderlinge duels» 19:00 uur (UTC+3) | Gytis Paulauskas 71' Fiodor Černych 90+4' |       | 78' Nikola Krstović 89' Stefan Savić | S. Dariaus- en S. Girėnostadion, Kaunas Toeschouwers: 11.328 Scheidsrechter: Mohammed Al-Hakim (SWE) Video-assistent: Dennis Higler (NED) |

|                                                                                 |                      |       |                                                                         | |
| 10 september EK-kwalificatie Groep G № 385 «onderlinge duels» 21:45 uur (UTC+3) | Litouwen             | 1 – 3 | Servië                                                                  | S. Dariaus- en S. Girėnostadion, Kaunas Toeschouwers: 8.586 Scheidsrechter: Sascha Stegemann (GER) Video-assistent: Sören Storks (GER) |
| 10 september EK-kwalificatie Groep G № 385 «onderlinge duels» 21:45 uur (UTC+3) | Gytis Paulauskas 45' |       | 21' Aleksandar Mitrović 32' Aleksandar Mitrović 43' Aleksandar Mitrović | S. Dariaus- en S. Girėnostadion, Kaunas Toeschouwers: 8.586 Scheidsrechter: Sascha Stegemann (GER) Video-assistent: Sören Storks (GER) |

|                                                                               |           |                                   |          | |
| 14 oktober EK-kwalificatie Groep G № 386 «onderlinge duels» 19:00 uur (UTC+3) | Bulgarije | 0 – 2                             | Litouwen | Vasil Levski Nationaal Stadion, Sofia Toeschouwers: 6.916 Scheidsrechter: Giorgi Kroeasjvili (GEO) Video-assistent: Jeroen Manschot (NED) |
| 14 oktober EK-kwalificatie Groep G № 386 «onderlinge duels» 19:00 uur (UTC+3) |           | 45' Pijus Širvys 55' Pijus Širvys |          | Vasil Levski Nationaal Stadion, Sofia Toeschouwers: 6.916 Scheidsrechter: Giorgi Kroeasjvili (GEO) Video-assistent: Jeroen Manschot (NED) |

|                                                                               |                                     |       |                                                  | |
| 17 oktober EK-kwalificatie Groep G № 387 «onderlinge duels» 21:45 uur (UTC+3) | Litouwen                            | 2 – 2 | Hongarije                                        | S. Dariaus- en S. Girėnostadion, Kaunas Toeschouwers: 5.349 Scheidsrechter: Juxhin Xhaja (ALB) Video-assistent: Luca Pairetto (ITA) |
| 17 oktober EK-kwalificatie Groep G № 387 «onderlinge duels» 21:45 uur (UTC+3) | Fiodor Černych 20' Pijus Širvys 36' |       | 67' (pen.) Dominik Szoboszlai 82' Barnabás Varga | S. Dariaus- en S. Girėnostadion, Kaunas Toeschouwers: 5.349 Scheidsrechter: Juxhin Xhaja (ALB) Video-assistent: Luca Pairetto (ITA) |

|                                                                                |                                 |       |          | |
| 16 november EK-kwalificatie Groep G № 388 «onderlinge duels» 20:45 uur (UTC+1) | Montenegro                      | 2 – 0 | Litouwen | Pod Goricomstadion, Podgorica Toeschouwers: 3.647 Scheidsrechter: Artur Soares Dias (POR) Video-assistent: Tiago Martins (POR) |
| 16 november EK-kwalificatie Groep G № 388 «onderlinge duels» 20:45 uur (UTC+1) | Edvin Kuč 3' Stevan Jovetić 48' |       |          | Pod Goricomstadion, Podgorica Toeschouwers: 3.647 Scheidsrechter: Artur Soares Dias (POR) Video-assistent: Tiago Martins (POR) |

|                                                                          |                    |       |          |                                                                                |
| 19 november Vriendschappelijk № 389 «onderlinge duels» 18:00 uur (UTC+2) | Cyprus             | 1 – 0 | Litouwen | Limasol Arena, Kolossi Toeschouwers: 1.169 Scheidsrechter: Marcel Bîrsan (ROU) |
| 19 november Vriendschappelijk № 389 «onderlinge duels» 18:00 uur (UTC+2) | Ioannis Pittas 22' |       |          | Limasol Arena, Kolossi Toeschouwers: 1.169 Scheidsrechter: Marcel Bîrsan (ROU) |

### 2024
|                                                                                 |           |                    |          | |
| 21 maart UEFA Nations League Play-outs № 390 «onderlinge duels» 19:45 uur (UTC) | Gibraltar | 0 – 1              | Litouwen | Estádio Algarve, Loulé (Portugal) Toeschouwers: 207 Scheidsrechter: Giorgi Kroeasjvili (GEO) Video-assistent: Alper Ulusoy (TUR) |
| 21 maart UEFA Nations League Play-outs № 390 «onderlinge duels» 19:45 uur (UTC) |           | 60' Armandas Kučys |          | Estádio Algarve, Loulé (Portugal) Toeschouwers: 207 Scheidsrechter: Giorgi Kroeasjvili (GEO) Video-assistent: Alper Ulusoy (TUR) |

|                                                                                   |                    |       |           | |
| 26 maart UEFA Nations League Play-outs № 391 «onderlinge duels» 19:00 uur (UTC+2) | Litouwen           | 1 – 0 | Gibraltar | S. Dariaus- en S. Girėnostadion, Kaunas Toeschouwers: 6.102 Scheidsrechter: Duje Strukan (CRO) Video-assistent: Nejc Kajtazović (SVN) |
| 26 maart UEFA Nations League Play-outs № 391 «onderlinge duels» 19:00 uur (UTC+2) | Fiodor Černych 51' |       |           | S. Dariaus- en S. Girėnostadion, Kaunas Toeschouwers: 6.102 Scheidsrechter: Duje Strukan (CRO) Video-assistent: Nejc Kajtazović (SVN) |

|                                                                   |         |                                        |          |                                                                                 |
| 8 juni Baltische Beker № 392 «onderlinge duels» 16:00 uur (UTC+3) | Letland | 0 – 2                                  | Litouwen | Daugavastadion, Liepāja Toeschouwers: 3.505 Scheidsrechter: Juri Frischer (EST) |
| 8 juni Baltische Beker № 392 «onderlinge duels» 16:00 uur (UTC+3) |         | 49' Armandas Kučys 71' Artūr Dolžnikov |          | Daugavastadion, Liepāja Toeschouwers: 3.505 Scheidsrechter: Juri Frischer (EST) |

|                                                                    |                                                                                         |              |                                                                      | |
| 11 juni Baltische Beker № 393 «onderlinge duels» 19:00 uur (UTC+3) | Litouwen                                                                                | 1 – 1 (n.v.) | Estland                                                              | S. Dariaus- en S. Girėnostadion, Kaunas Toeschouwers: 5.900 Scheidsrechter: Andris Treimanis (LVA) |
| 11 juni Baltische Beker № 393 «onderlinge duels» 19:00 uur (UTC+3) | Giedrius Matulevičius 84'                                                               |              | 82' Mark Anders Lepik                                                | S. Dariaus- en S. Girėnostadion, Kaunas Toeschouwers: 5.900 Scheidsrechter: Andris Treimanis (LVA) |
| 11 juni Baltische Beker № 393 «onderlinge duels» 19:00 uur (UTC+3) | Strafschoppen                                                                           |              |                                                                      | S. Dariaus- en S. Girėnostadion, Kaunas Toeschouwers: 5.900 Scheidsrechter: Andris Treimanis (LVA) |
| 11 juni Baltische Beker № 393 «onderlinge duels» 19:00 uur (UTC+3) | Justas Lasickas Fiodor Černych Artemijus Tutyškinas Arvydas Novikovas Linas Klimavičius | 3 – 4        | Karol Mets Mark Anders Lepik Kevor Palumets Erik Sorga Martin Vetkal | S. Dariaus- en S. Girėnostadion, Kaunas Toeschouwers: 5.900 Scheidsrechter: Andris Treimanis (LVA) |

|                                                                                     |          |                    |        | |
| 6 september UEFA Nations League Groep C2 № 394 «onderlinge duels» 19:00 uur (UTC+3) | Litouwen | 0 – 1              | Cyprus | Sūduvastadion, Marijampolė Toeschouwers: 4.905 Scheidsrechter: Igor Pajač (CRO) Video-assistent: Mario Zebec (CRO) |
| 6 september UEFA Nations League Groep C2 № 394 «onderlinge duels» 19:00 uur (UTC+3) |          | 34' Ioannis Pittas |        | Sūduvastadion, Marijampolė Toeschouwers: 4.905 Scheidsrechter: Igor Pajač (CRO) Video-assistent: Mario Zebec (CRO) |

|                                                                                     |                                                                 |       |                    | |
| 9 september UEFA Nations League Groep C2 № 395 «onderlinge duels» 21:45 uur (UTC+3) | Roemenië                                                        | 3 – 1 | Litouwen           | Stadionul Steaua, Boekarest Toeschouwers: 28.168 Scheidsrechter: Rade Obrenovič (SVN) Video-assistent: Nejc Kajtazović (SVN) |
| 9 september UEFA Nations League Groep C2 № 395 «onderlinge duels» 21:45 uur (UTC+3) | Valentin Mihăilă 4' Răzvan Marin 87' (pen.) Ionuț Mitriță 90+2' |       | 34' Armandas Kučys | Stadionul Steaua, Boekarest Toeschouwers: 28.168 Scheidsrechter: Rade Obrenovič (SVN) Video-assistent: Nejc Kajtazović (SVN) |

|                                                                                    |                        |       |                                      | |
| 12 oktober UEFA Nations League Groep C2 № 396 «onderlinge duels» 16:00 uur (UTC+3) | Litouwen               | 1 – 2 | Kosovo                               | S. Dariaus- en S. Girėnostadion, Kaunas Toeschouwers: 7.554 Scheidsrechter: Ondřej Berka (CZE) Video-assistent: Miroslav Zelinka (CZE) |
| 12 oktober UEFA Nations League Groep C2 № 396 «onderlinge duels» 16:00 uur (UTC+3) | Paulius Golubickas 84' |       | 20' Edon Zhegrova 65' Ermal Krasniqi | S. Dariaus- en S. Girėnostadion, Kaunas Toeschouwers: 7.554 Scheidsrechter: Ondřej Berka (CZE) Video-assistent: Miroslav Zelinka (CZE) |

|                                                                                    |                          |       |                                          | |
| 15 oktober UEFA Nations League Groep C2 № 397 «onderlinge duels» 21:45 uur (UTC+3) | Litouwen                 | 1 – 2 | Roemenië                                 | S. Dariaus- en S. Girėnostadion, Kaunas Toeschouwers: 2.585 Scheidsrechter: Nick Walsh (SCO) Video-assistent: John Beaton (SCO) |
| 15 oktober UEFA Nations League Groep C2 № 397 «onderlinge duels» 21:45 uur (UTC+3) | Armandas Kučys 7' (pen.) |       | 18' (pen.) Răzvan Marin 65' Denis Drăguș | S. Dariaus- en S. Girėnostadion, Kaunas Toeschouwers: 2.585 Scheidsrechter: Nick Walsh (SCO) Video-assistent: John Beaton (SCO) |

|                                                                                     |                                           |       |                     | |
| 15 november UEFA Nations League Groep C2 № 398 «onderlinge duels» 19:00 uur (UTC+2) | Cyprus                                    | 2 – 1 | Litouwen            | AEK Arena - Georgios Karapatakis, Larnaca Toeschouwers: 1.733 Scheidsrechter: Nenad Minaković (SRB) Video-assistent: Momčilo Marković (SRB) |
| 15 november UEFA Nations League Groep C2 № 398 «onderlinge duels» 19:00 uur (UTC+2) | Grigoris Kastanos 18' Marinos Tzionis 63' |       | 47' Gvidas Gineitis | AEK Arena - Georgios Karapatakis, Larnaca Toeschouwers: 1.733 Scheidsrechter: Nenad Minaković (SRB) Video-assistent: Momčilo Marković (SRB) |

|                                                                                     |                     |       |          | |
| 18 november UEFA Nations League Groep C2 № 399 «onderlinge duels» 20:45 uur (UTC+1) | Kosovo              | 1 – 0 | Litouwen | Fadil Vokrristadion, Pristina Toeschouwers: 12.856 Scheidsrechter: Kristoffer Hagenes (NOR) Video-assistent: Tom Harald Hagen (NOR) |
| 18 november UEFA Nations League Groep C2 № 399 «onderlinge duels» 20:45 uur (UTC+1) | Muharrem Jashari 5' |       |          | Fadil Vokrristadion, Pristina Toeschouwers: 12.856 Scheidsrechter: Kristoffer Hagenes (NOR) Video-assistent: Tom Harald Hagen (NOR) |

### 2025
|                                                                             |                        |       |          | |
| 21 maart WK-kwalificatie Groep G № 400 «onderlinge duels» 20:45 uur (UTC+1) | Polen                  | 1 – 0 | Litouwen | Nationaal Stadion, Warschau Toeschouwers: 55.738 Scheidsrechter: Anastasios Sidiropoulos (GRE) Video-assistent: Aggelos Evangelou (GRE) |
| 21 maart WK-kwalificatie Groep G № 400 «onderlinge duels» 20:45 uur (UTC+1) | Robert Lewandowski 81' |       |          | Nationaal Stadion, Warschau Toeschouwers: 55.738 Scheidsrechter: Anastasios Sidiropoulos (GRE) Video-assistent: Aggelos Evangelou (GRE) |

|                                                                             |                                        |       |                                             | |
| 24 maart WK-kwalificatie Groep G № 401 «onderlinge duels» 19:00 uur (UTC+2) | Litouwen                               | 2 – 2 | Finland                                     | S. Dariaus- en S. Girėnostadion, Kaunas Toeschouwers: 10.421 Scheidsrechter: Erik Lambrechts (BEL) Video-assistent: Bram Van Driessche (BEL) |
| 24 maart WK-kwalificatie Groep G № 401 «onderlinge duels» 19:00 uur (UTC+2) | Armandas Kučys 39' Gvidas Gineitis 69' |       | 4' Kaan Kairinen 17' (pen.) Joel Pohjanpalo | S. Dariaus- en S. Girėnostadion, Kaunas Toeschouwers: 10.421 Scheidsrechter: Erik Lambrechts (BEL) Video-assistent: Bram Van Driessche (BEL) |

|                                                                           |       |       |          | |
| 7 juni WK-kwalificatie Groep G № 402 «onderlinge duels» 18:00 uur (UTC+2) | Malta | 0 – 0 | Litouwen | Ta' Qalistadion, Ta' Qali Toeschouwers: 2.785 Scheidsrechter: Marian Barbu (ROU) Video-assistent: Ovidiu Haţegan (ROU) |
| 7 juni WK-kwalificatie Groep G № 402 «onderlinge duels» 18:00 uur (UTC+2) |       |       |          | Ta' Qalistadion, Ta' Qali Toeschouwers: 2.785 Scheidsrechter: Marian Barbu (ROU) Video-assistent: Ovidiu Haţegan (ROU) |

|                                                                      |            |   |          | |
| 10 juni Vriendschappelijk № 403 «onderlinge duels» 19:00 uur (UTC+2) | Denemarken | – | Litouwen | Odensestadion, Odense Toeschouwers: n.n.b. Scheidsrechter: Rohit Saggi (NOR) Video-assistent: Kristoffer Hagenes (NOR) |
| 10 juni Vriendschappelijk № 403 «onderlinge duels» 19:00 uur (UTC+2) |            |   |          | Odensestadion, Odense Toeschouwers: n.n.b. Scheidsrechter: Rohit Saggi (NOR) Video-assistent: Kristoffer Hagenes (NOR) |

|                                                                                |          |   |       |                                                    |
| 4 september WK-kwalificatie Groep G № 404 «onderlinge duels» 21:45 uur (UTC+3) | Litouwen | – | Malta | n.n.b. Toeschouwers: n.n.b. Scheidsrechter: n.n.b. |
| 4 september WK-kwalificatie Groep G № 404 «onderlinge duels» 21:45 uur (UTC+3) |          |   |       | n.n.b. Toeschouwers: n.n.b. Scheidsrechter: n.n.b. |

|                                                                                |          |   |           |                                                                                     |
| 7 september WK-kwalificatie Groep G № 405 «onderlinge duels» 19:00 uur (UTC+3) | Litouwen | – | Nederland | S. Dariaus- en S. Girėnostadion, Kaunas Toeschouwers: n.n.b. Scheidsrechter: n.n.b. |
| 7 september WK-kwalificatie Groep G № 405 «onderlinge duels» 19:00 uur (UTC+3) |          |   |           | S. Dariaus- en S. Girėnostadion, Kaunas Toeschouwers: n.n.b. Scheidsrechter: n.n.b. |

|                                                                              |         |   |          |                                                    |
| 9 oktober WK-kwalificatie Groep G № 406 «onderlinge duels» 21:45 uur (UTC+3) | Finland | – | Litouwen | n.n.b. Toeschouwers: n.n.b. Scheidsrechter: n.n.b. |
| 9 oktober WK-kwalificatie Groep G № 406 «onderlinge duels» 21:45 uur (UTC+3) |         |   |          | n.n.b. Toeschouwers: n.n.b. Scheidsrechter: n.n.b. |

|                                                                               |          |   |       |                                                    |
| 12 oktober WK-kwalificatie Groep G № 407 «onderlinge duels» 21:45 uur (UTC+3) | Litouwen | – | Polen | n.n.b. Toeschouwers: n.n.b. Scheidsrechter: n.n.b. |
| 12 oktober WK-kwalificatie Groep G № 407 «onderlinge duels» 21:45 uur (UTC+3) |          |   |       | n.n.b. Toeschouwers: n.n.b. Scheidsrechter: n.n.b. |

|                                                                                |           |   |          |                                                                            |
| 17 november WK-kwalificatie Groep G № 408 «onderlinge duels» 20:45 uur (UTC+1) | Nederland | – | Litouwen | Johan Cruijff ArenA, Amsterdam Toeschouwers: n.n.b. Scheidsrechter: n.n.b. |
| 17 november WK-kwalificatie Groep G № 408 «onderlinge duels» 20:45 uur (UTC+1) |           |   |          | Johan Cruijff ArenA, Amsterdam Toeschouwers: n.n.b. Scheidsrechter: n.n.b. |

LFF · A-internationals · Bondscoaches · Statistieken · Litouws vrouwenelftal · Olympisch elftal · Litouwen U21 · Litouwen U20 · Litouwen U19 · Litouwen U18 · Litouwen U17 · Litouwen U16
1923 – 1929 ·
1930 – 1939 ·
1940 – 1949 ·
1950 – 1989 · 
1990 – 1999 ·
2000 – 2009 ·
2010 – 2019 ·
2020 − 2029
1923 · 
1924 · 
1925 · 
1926 · 
1927 · 
1928 · 
1929 · 
1930 · 
1931 · 
1932 · 
1933 · 
1934 · 
1935 · 
1936 · 
1937 · 
1938 · 
1939 · 
1940 · 
1941–1944 · 
1945 · 
1946 · 
1947 · 
1948 · 
1949 · 
1950–1955 · 
1956 · 
1957–1978 · 
1979 · 
1980–1989 · 
1990 · 
1991 · 
1992 · 
1993 · 
1994 · 
1995 · 
1996 · 
1997 · 
1998 · 
1999 · 
2000 · 
2001 · 
2002 · 
2003 · 
2004 · 
2005 · 
2006 · 
2007 · 
2008 · 
2009 · 
2010 · 
2011 · 
2012 · 
2013 · 
2014 · 
2015 · 
2016 · 
2017 ·
2018 ·
2019 ·
2020 ·
2021
Albanië ·
Andorra ·
Argentinië ·
Armenië ·
Azerbeidzjan ·
België ·
Bosnië en Herzegovina ·
Brazilië ·
Bulgarije ·
Chili ·
Cyprus ·
Denemarken ·
Duitsland ·
Egypte ·
Engeland ·
Estland ·
Faeröer ·
Finland ·
Frankrijk ·
Georgië ·
Gibraltar ·
Griekenland ·
Hongarije ·
Ierland ·
IJsland ·
Indonesië ·
Iran ·
Israël ·
Italië ·
Joegoslavië ·
Jordanië ·
Kazachstan ·
Koeweit ·
Kosovo ·
Kroatië ·
Letland ·
Liechtenstein ·
Luxemburg ·
Mali ·
Malta ·
Moldavië ·
Montenegro ·
Nieuw-Zeeland ·
Noord-Ierland ·
Noord-Macedonië ·
Noorwegen ·
Oekraïne ·
Oostenrijk ·
Polen ·
Portugal ·
Roemenië ·
Rusland ·
San Marino ·
Saoedi-Arabië ·
Schotland ·
Servië ·
Servië en Montenegro ·
Slovenië ·
Slowakije ·
Spanje ·
Tsjechië ·
Turkije ·
Turkmenistan ·
Verenigde Arabische Emiraten ·
Wit-Rusland ·
Zweden ·
Zwitserland
CONMEBOL: Argentinië · Bolivia · Brazilië · Chili · Colombia · Ecuador · Paraguay · Peru · Uruguay · Venezuela

UEFA: Albanië · Andorra · Armenië · Azerbeidzjan · België · Bosnië en Herzegovina · Bulgarije · Cyprus · Denemarken · Duitsland · Engeland · Estland · Faeröer · Finland · Frankrijk · Georgië · Gibraltar · Griekenland · Hongarije · IJsland · Ierland · Israël · Italië · Kazachstan · Kosovo · Kroatië · Letland · Liechtenstein · Litouwen · Luxemburg · Malta · Moldavië · Montenegro · Nederland · Noord-Ierland · Noord-Macedonië · Noorwegen · Oekraïne · Oostenrijk · Polen · Portugal · Roemenië · Rusland · San Marino · Schotland · Servië · Slovenië · Slowakije · Spanje · Tsjechië · Turkije · Wales · Wit-Rusland · Zweden · Zwitserland

AFC: Australië · China · Irak · Iran · Japan · Libanon · Oezbekistan · Oman · Qatar · Saoedi-Arabië · Syrië · Verenigde Arabische Emiraten · Vietnam · Zuid-Korea

CAF: Algerije · Burkina Faso · Congo-Kinshasa · Egypte · Ghana · Ivoorkust · Kaapverdië · Kameroen · Mali · Marokko · Nigeria · Senegal · Tunesië · Zuid-Afrika

CONCACAF: Canada · Costa Rica · Curaçao · El Salvador · Honduras · Jamaica · Mexico · Panama · Suriname · Verenigde Staten

OFC: Nieuw-Zeeland